# Ионова, Галина Васильевна
Галина Васильевна Ионова — российский учёный, доктор химических наук (1981), профессор (1990), лауреат Государственной премии СССР (1986).
Родилась 11 марта 1939 г.
Работала и работает в Институте физической химии АН СССР (РАН) (Институт физической химии и электрохимии им. А. Н. Фрумкина): младший научный сотрудник, старший научный сотрудник, заведующая лабораторией квантовой химии.
Докторская диссертация:
- Проблема локализации и делокализации электронов в соединениях d- и f-элементов : диссертация … доктора химических наук : 02.00.04. — Москва, 1981. — 424 с. : ил.

Профессор по специальности физическая химия с 1 апреля 1990 г.
Лауреат Государственной премии СССР 1986 года (в составе коллектива) — за цикл работ «Соединения металлов в ранее не известных состояниях окисления, исследование их свойств и применение» (1967—1984).
Соавтор книги:
- 2015 ХИМИЯ АКТИНИДНЫХ НАНОЧАСТИЦ. Цивадзе А. Ю., Ионова Г. В., Ионов С. П., Михалко В. К., Герасимова Г. А. место издания Граница Москва, ISBN 978-5-94691-780-3, 528 с.

Публикации:
- Эффективные заряды в соединениях актинидов / Г. В. Ионова, В. И. Спицын; Отв. ред. Е. Ф. Макаров; АН СССР, Ин-т физ. химии. — М. : Наука, 1989. — 262,[1] с. : ил.; 22 см; ISBN 5-02-001381-1 (В пер.)
- Электронное строение актинидов / Г. В. Ионова, В. Г. Першина, В. И. Спицын; Отв. ред. А. А. Овчинников; АН СССР, Ин-т физ. химии. — М. : Наука, 1986. — 231,[1] с. : ил.; 22 см; ISBN (В пер.) (В пер.) : 2 р. 70 к., 1000 экз.
- Закономерности изменения свойств лантанидов и актинидов / Г. В. Ионова, В. Г. Вохмин, В. И. Спицын; Отв. ред. И. В. Тананаев; АН СССР, Ин-т физ. химии. — М. : Наука, 1990. — 238,[1] с. : ил.; 22 см; ISBN 5-02-001315-3 (В пер.)